# Tecknau
Tecknau ist eine politische Gemeinde im Bezirk Sissach des Kantons Basel-Landschaft in der Schweiz.

## Geographie
Tecknau liegt im Eital auf 438 m ü. M. am Nordportal des Hauenstein-Basistunnels.
- Fläche: 234 ha, davon 58,0 % Wald, 23,9 % Landwirtschaft, 16,8 % Siedlungen (Stand 2014/15).[5]

Die Gemeinde Tecknau grenzt im Nordosten an Ormalingen, im Osten an Wenslingen, im Süden an Kilchberg, im Westen an Rünenberg und im Nordwesten an Gelterkinden.

## Geschichte
Schon früh hausten Höhlenbären in der Gegend, und 1296 wurde Tegnow erstmals erwähnt. Im Mittelalter gehörte der Ort zu Homberg sowie Frohburg und später zu Thierstein und Farnsburg. 1461 kam Tecknau zu Basel. Nach der Revolution 1798 gehörte es zum Bezirk Gelterkinden und kam später zum Bezirk Sissach. Als Tunneldorf wurde es von 1912 bis 1916 bekannt, als der Hauenstein-Basistunnel gebaut wurde.

## Wappen
Grüne Fläche mit silbernem, senkrechtem Wellenpfahl. Dies symbolisiert den Eibach, umgeben von grünen Wiesen.

## Bevölkerung
- Ausländeranteil: 33,7 %.
- Religion: 13,7 % römisch-katholisch, 29,0 % reformiert (Stand: 31. Dezember 2024)[6]

## Verkehr

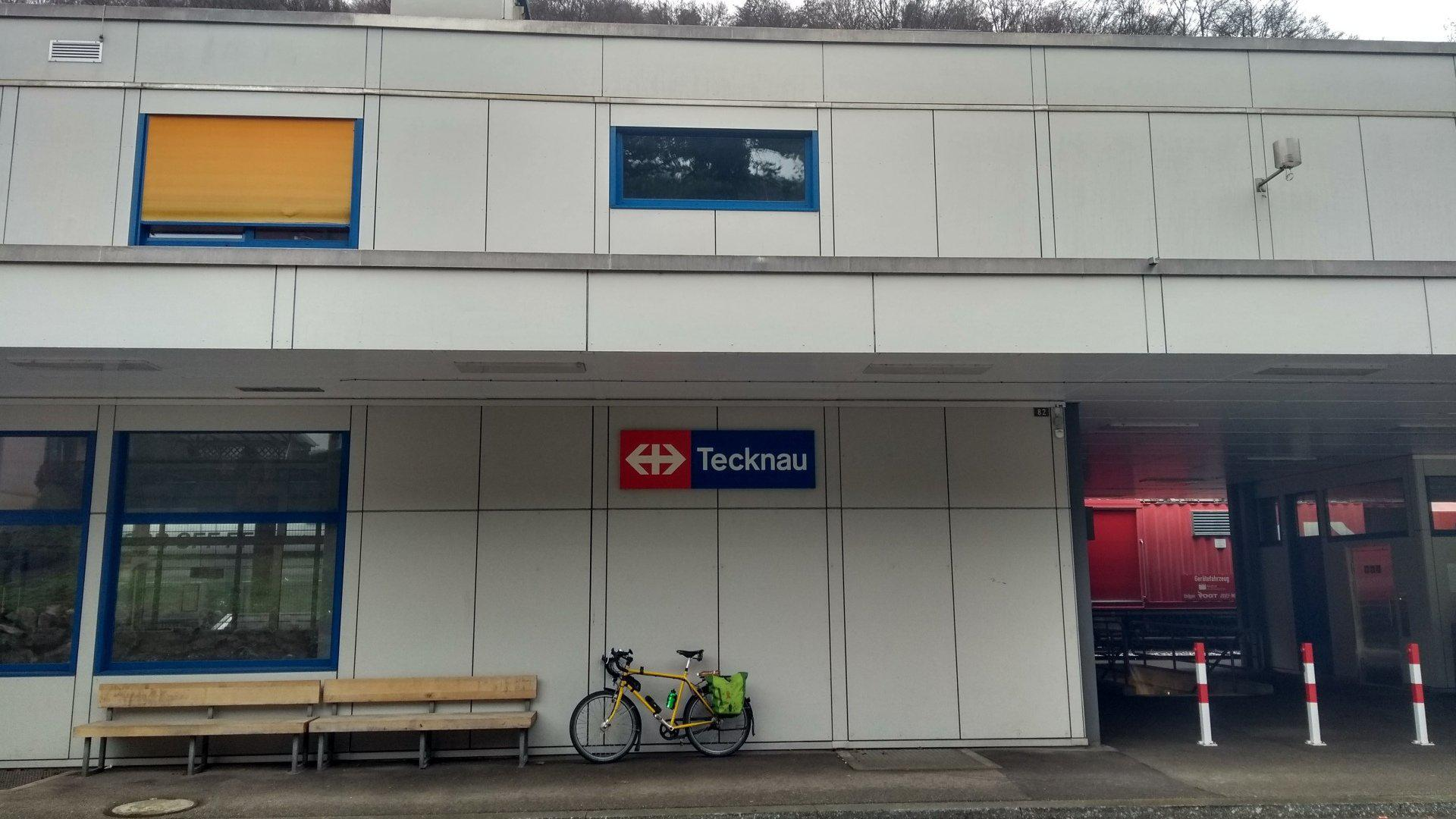
Empfangsgebäude des Bahnhofs Tecknau

Tecknau besitzt einen S-Bahn-Bahnhof und liegt an der Hauenstein-Bahnlinie mit dem Hauenstein-Basistunnel Richtung Olten–Bern/Luzern sowie Richtung Sissach–Liestal–Basel. Daneben ist das Dorf mit einer Postautolinie nach Gelterkinden erschlossen.

## Sehenswürdigkeiten
- Erratischer Block aus dem Dent-Blanche-Massiv
- Ruine Scheideck (auf dem Gemeindegebiet von Gelterkinden)

## Persönlichkeiten
- Hans A. Jenny (1931–2022), Journalist, Redaktor, Autor und Lokalhistoriker, Ehrenbürger von Tecknau